# Josep Pinadella i Guardiola
Josep Pinadella i Guardiola, va néixer l'any 1789, fill de Begudà i vicari d'Olot, va ser presentat per Francesc de Travi i de Casanova i Concepció de Códol i de Gràcia, per al benefici del Corpus de Sant Esteve d'Olot, renunciat per Esteve Arimany, el 1859. El 1882 instà la col·lació del benefici de la Concepció
d'Olot, a presentació de Caterina Batlló i Barrera. Es conserven 8 obres seves al fons musical olotí. Morí el 1853.